# Tesoreria imperiale
La Tesoreria imperiale (in tedesco Kaiserliche Schatzkammer) presso il Palazzo Hofburg di Vienna, contiene una preziosa collezione di tesori profani ed ecclesiastici che coprono oltre mille anni di storia europea. L'ingresso al tesoro avviene dallo Schweizerhof (Cortile svizzero), la parte più antica del palazzo, che fu ricostruita nel XVI secolo in stile rinascimentale sotto l'imperatore Ferdinando I del Sacro Romano Impero. La Tesoreria imperiale è affiliata con il Kunsthistorisches Museum e ospita, in 21 sale, una collezione di rari tesori che sono stati accumulati dalla Casa Imperiale d'Asburgo nel corso dei secoli, tra cui la Corona Imperiale, il Globo e lo Scettro d'Austria, e il Tesoro Imperiale Regalia degli Imperatori e dei Re del Sacro Romano Impero, inclusa la Corona Imperiale del Sacro Romano Impero.
La Tesoreria imperiale è suddivisa in due raccolte: quella laica e quella ecclesiastica. La prima collezione contiene numerosi manufatti imperiali della Casa d'Asburgo, inclusi gioielli e pietre preziose che, a causa della loro dimensione unica, non potevano essere inseriti nelle corone imperiali. Come tutti i tesori laici, erano progettati per attestare il potere politico e la portata geografica dei loro proprietari. La collezione ecclesiastica contiene numerosi tesori religiosi, tra cui reliquiari e oggetti attribuiti alla proprietà privata dei santi.

## Collezione laica

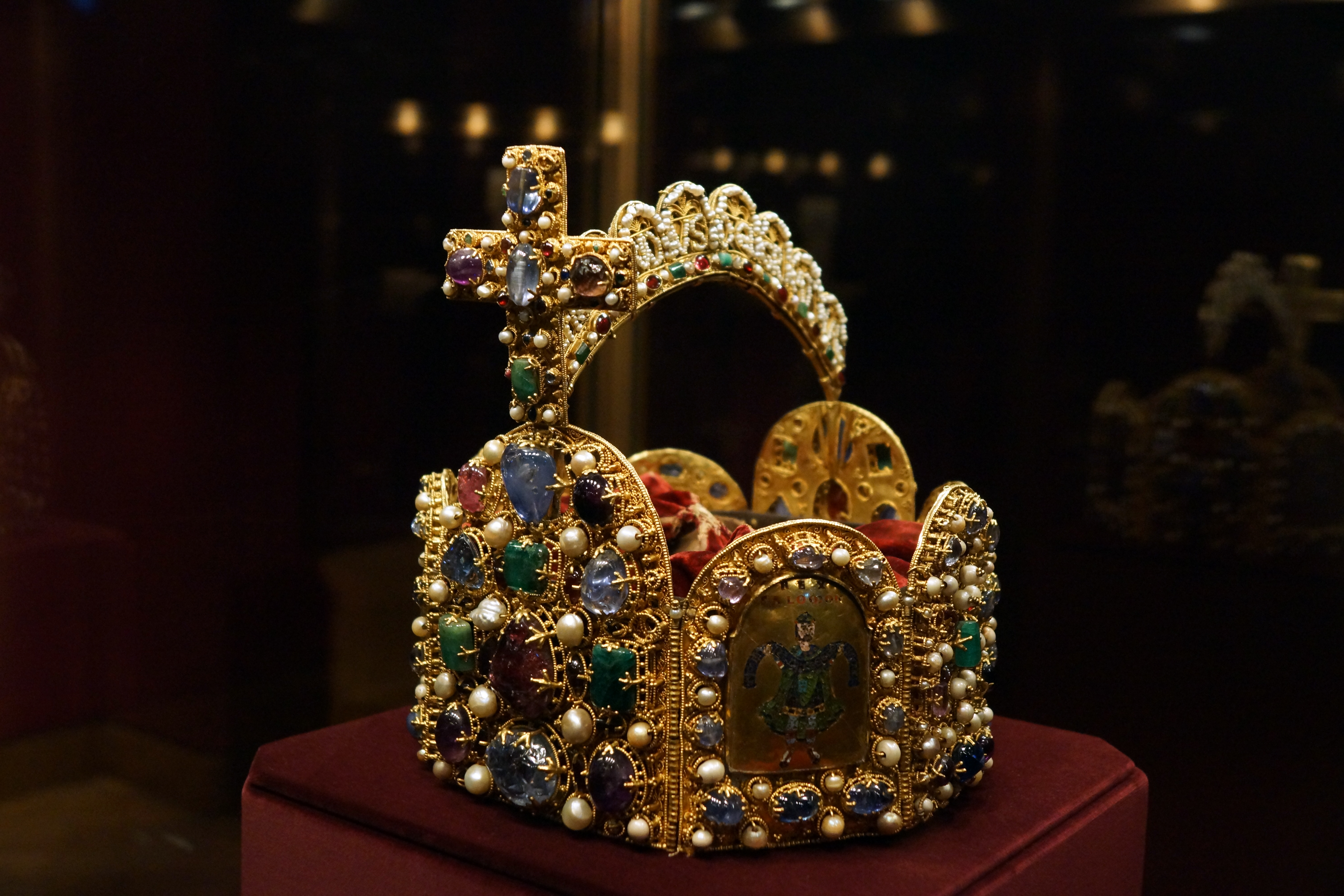
Corona Imperiale del Sacro Romano Impero, conservata nella Tesoreria imperiale presso il Palazzo Hofburg di Vienna

Le collezioni della Tesoreria imperiale furono allestite a partire dal 1556 dallo studioso Jacopo Strada, antiquario di corte di Ferdinando I. Nel XVIII secolo, Maria Teresa fece trasferire i tesori asburgici nella sede attuale, a causa del fatto che i beni della dinastia erano stati in gran parte colpiti dalle costose guerre contro la rivale Prussia. Le Insegne Imperiali arrivarono negli ultimi giorni del Sacro Romano Impero, intorno al 1800, da Norimberga dove erano state custodite dal 1424, per essere messe in salvo dall'avanzata delle truppe francesi al comando di Napoleone. Dopo l'Anschluss austriaco del 1938, le autorità naziste li riportarono a Norimberga. Alla fine della seconda guerra mondiale, furono restituiti a Vienna dalle forze statunitensi. L'esposizione è stata completamente rinnovata nel 1983-1987.
La collezione laica contiene una raccolta di oggetti reali:
- Le Insegne imperiali (Reichskleinodien): insegne e gioielli del Sacro Romano Impero, tra cui la Corona Imperiale, la Lancia sacra e la Spada Imperiale;
- I gioielli della corona austriaca, comprendenti la corona personale dell'imperatore Rodolfo II, che con la proclamazione dell'Impero austriaco, nel 1804, divenne la corona imperiale d'Austria, con scettro e globo crucigero, le insegne indossate dall'imperatore Ferdinando I d'Austria in occasione della sua incoronazione a Re del Lombardo-Veneto, nel 1835, nonché i paramenti e altri oggetti preziosi dell'dell'Ordine di Santo Stefano d'Ungheria e Ordine militare di Maria Teresa;
- Le insegne dell'Arciducato d'Austria con il cordone del cappello arciducale realizzato per l'incoronazione del re Giuseppe II nel 1764;
- Il Tesoro borgognone, parte della dote di Maria la Ricca al suo matrimonio con l'arciduca Massimiliano I nel 1477.
- Le insegne originali del Regno di Boemia, lo scettro e il globo.
- Il tesoro dell'Ordine del Toson d'oro dall'eredità del padre di Maria, il Duca Carlo il Temerario.

In mostra ci sono varie gemme preziose, tra cui uno dei più grandi smeraldi del mondo. Fanno parte del tesoro anche la corona del principe di Transilvania, István Bocskai, e i due "cimeli inalienabili della Casa d'Austria": un dente di narvalo gigante che si pensava fosse il corno di un unicorno (Ainkhürn) e la ciotola di agata della Tarda antichità che si pensava fosse il leggendario Santo Graal; inoltre i manufatti napoleonici di Napoleone II e di sua madre Maria Luisa.

## Collezione ecclesiastica
La collezione ecclesiastica contiene numerose immagini devozionali e altari, per lo più di epoca barocca.

## Galleria d'immagini

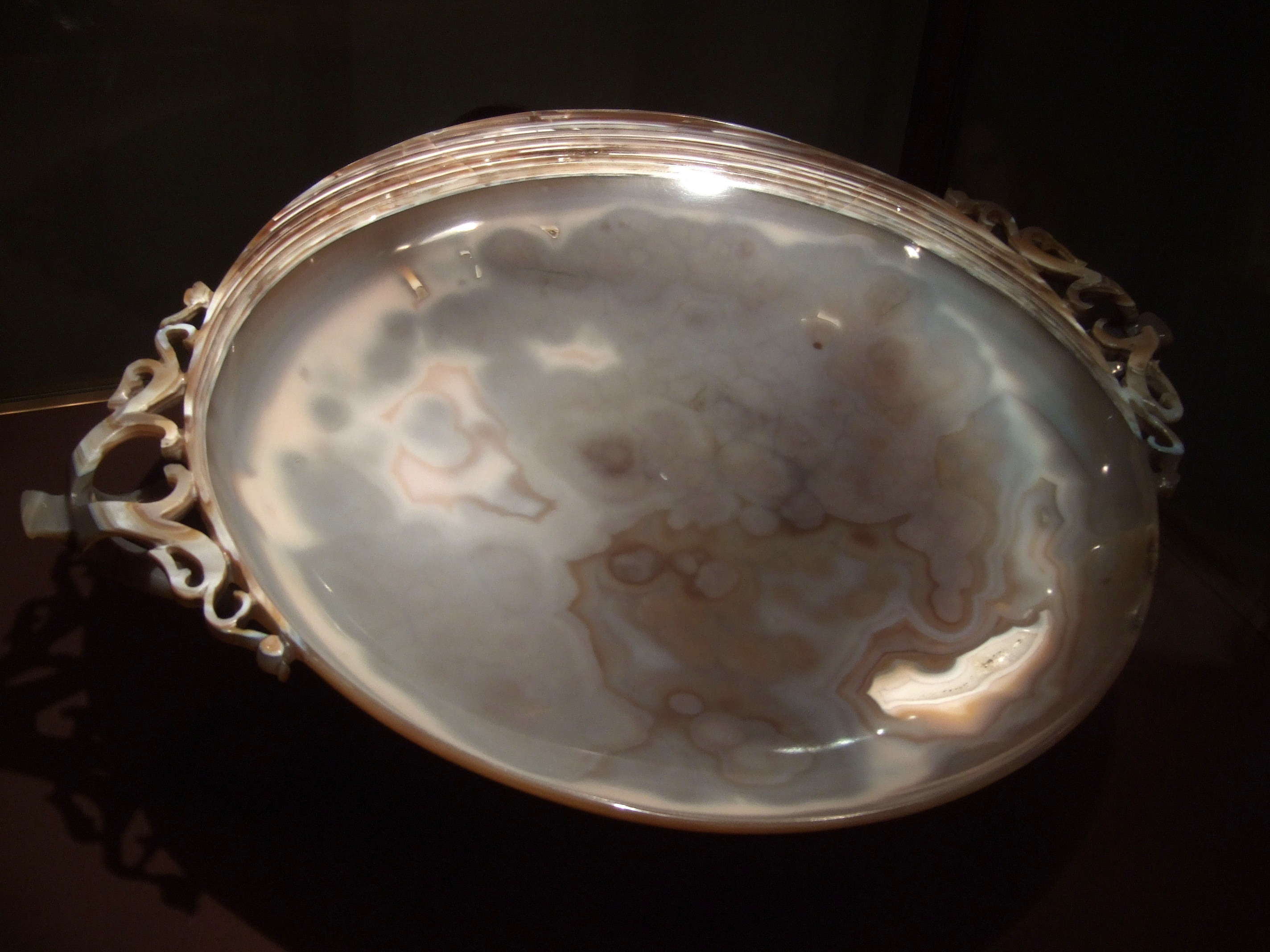
Ciotola di agata
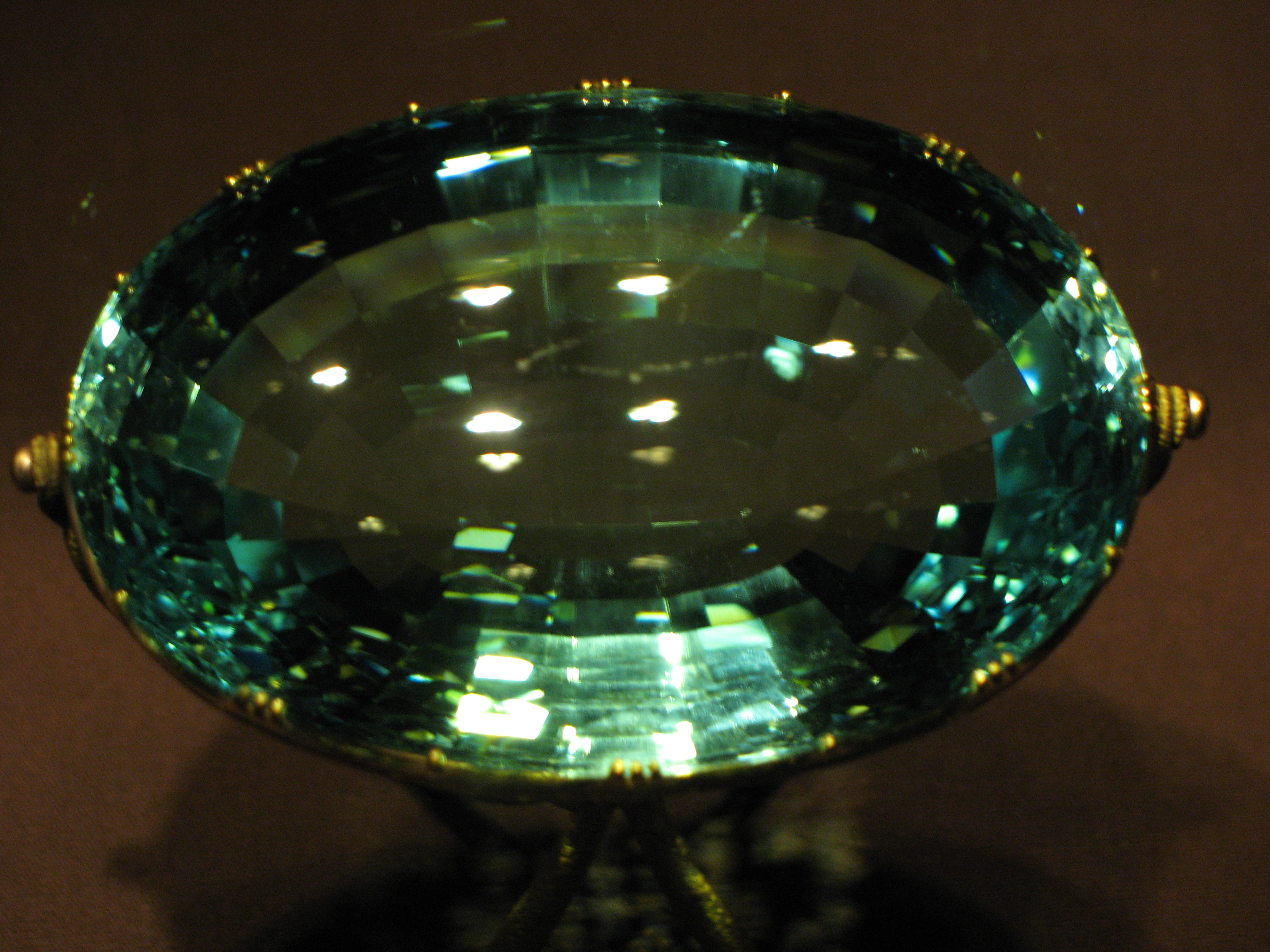
Acquamarina
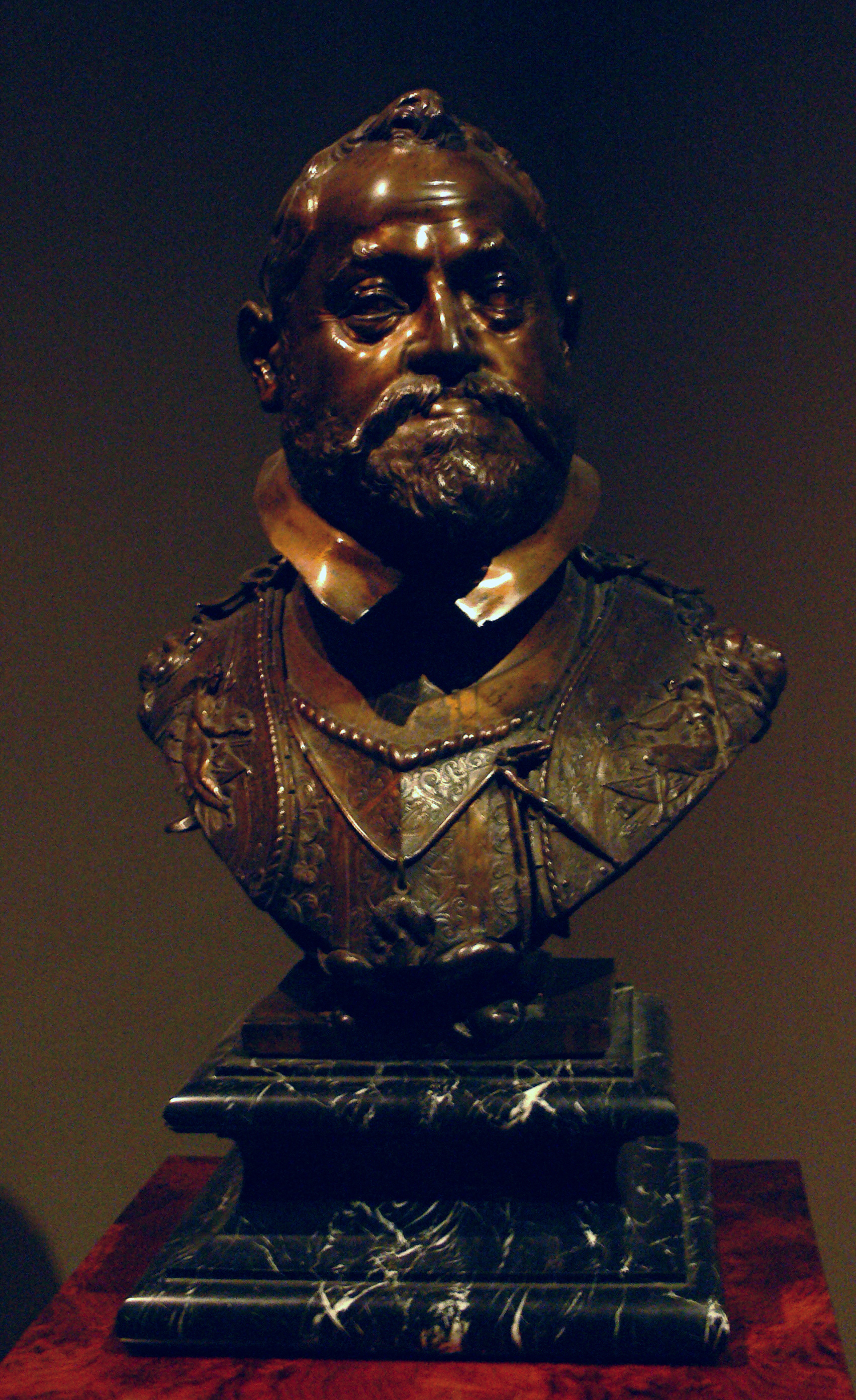
Busto dell'imperatore Rodolfo II
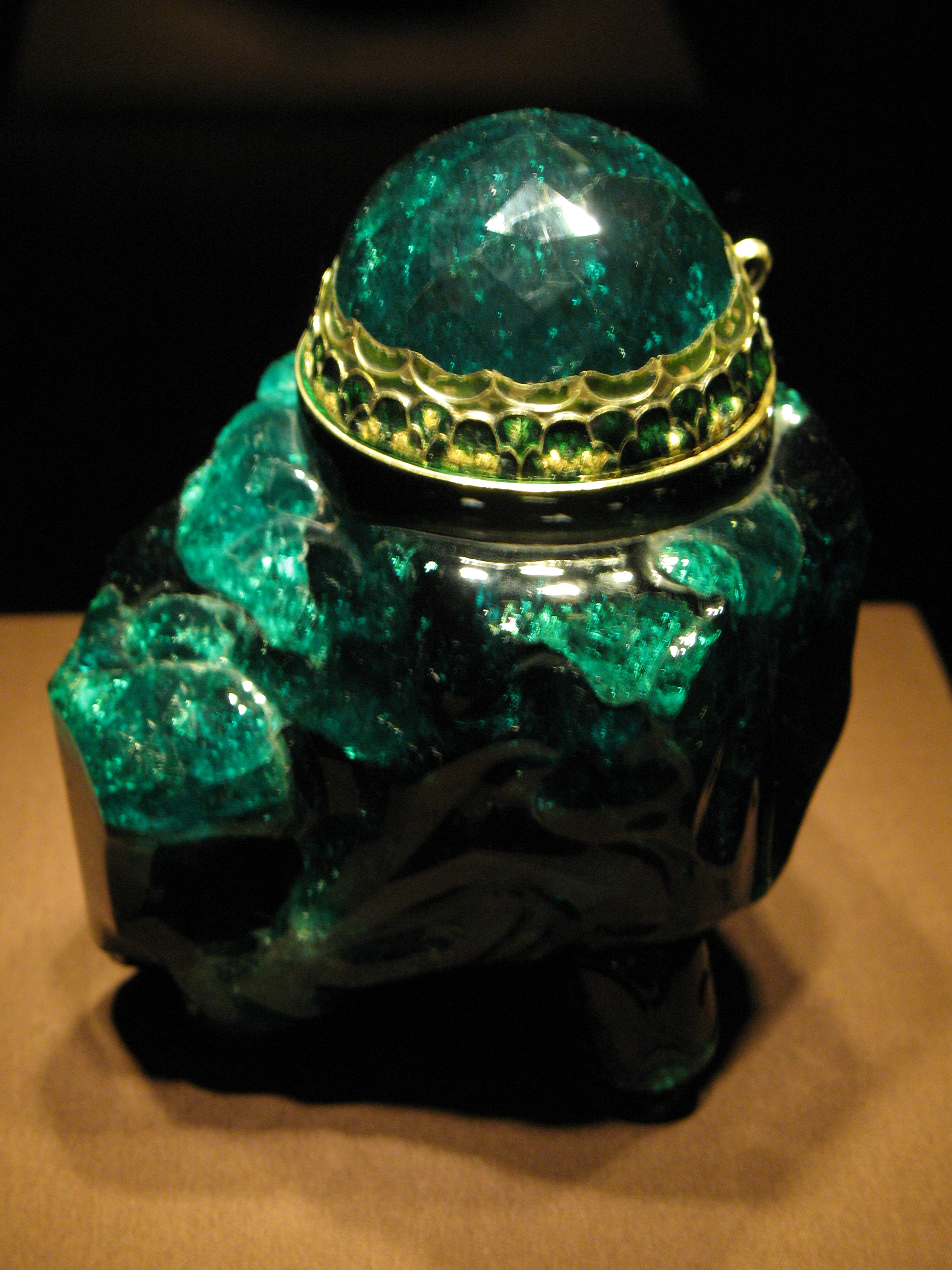
Vaso di smeraldo
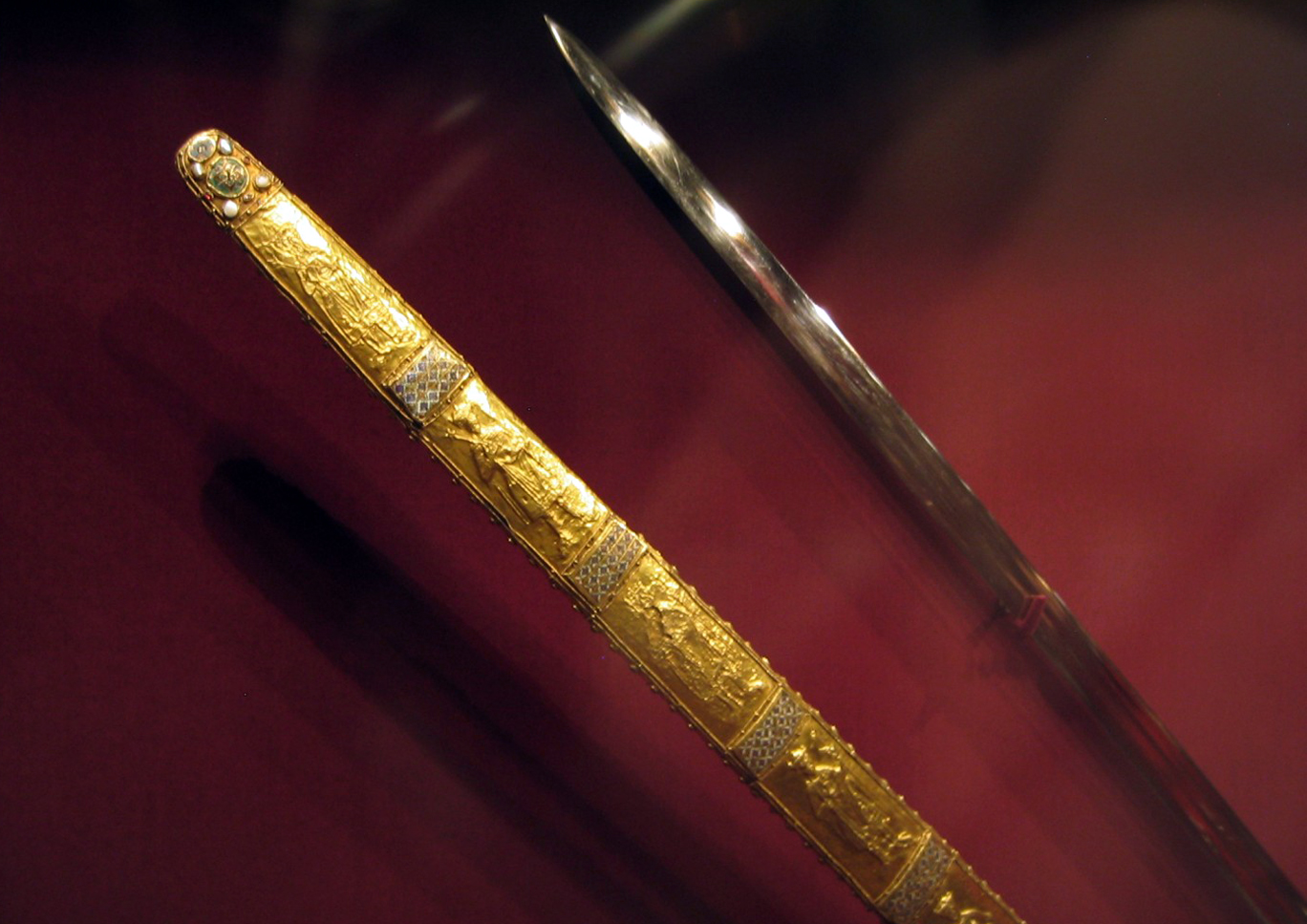
Spada imperiale
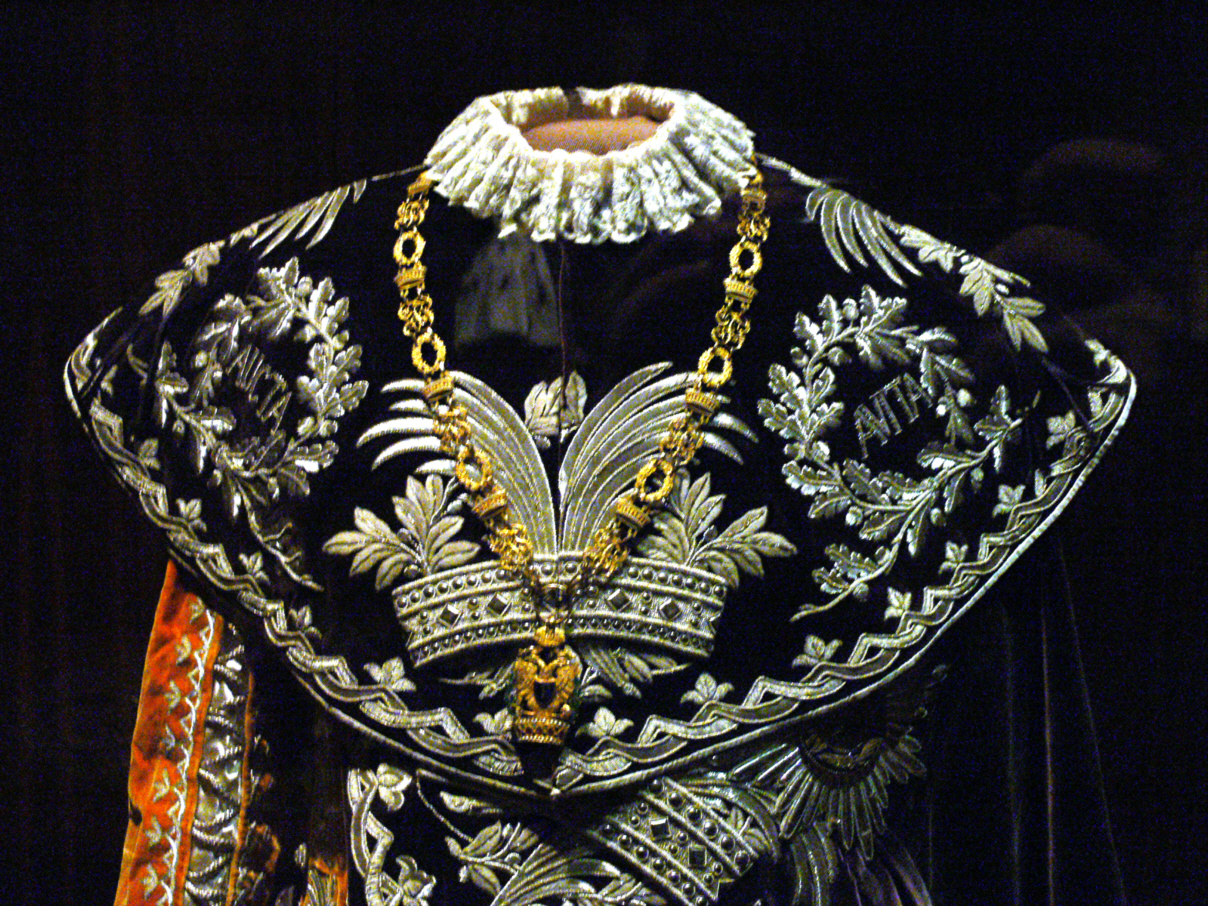
Regalia dell'Ordine Austriaco della Corona Ferrea